# SV Eichede
Der Sportverein Eichede von 1947 e. V., kurz SV Eichede, ist ein Sportverein aus dem Steinburger Ortsteil Eichede im Kreis Stormarn in Schleswig-Holstein. Bekannt ist der Verein insbesondere durch seine Fußball-Abteilung, deren erste Herrenmannschaft 2013 und 2016 in die viertklassige Regionalliga Nord aufstieg. Die Jugendabteilung ist darüber hinaus eine der zurzeit erfolgreichsten in Schleswig-Holstein und stellt mit der U17 und U19 zwei Regionalligamannschaften.
In der Saison 2023/24 spielt die erste Mannschaft des SV Eichede in der Oberliga Schleswig-Holstein.

## Vereinsgeschichte
Der Verein wurde am 15. Mai 1947 von 18 Personen gegründet und sollte zunächst die Sparten Handball, Fußball und Tischtennis anbieten. Während die Mannschaften der anderen Sparten zunächst nicht an Wettbewerben teilnehmen sollten, nahm die Fußballmannschaft bereits im darauf folgenden Herbst den Spielbetrieb auf.

## Fußball
Der Verein startete 1947 zunächst in der Kreisliga B und schaffte innerhalb kurzer Zeit den Aufstieg in die Bezirksliga Lübeck, die zu diesem Zeitpunkt die dritte Ligastufe bildete, und traf dort unter anderem auf die zweite Mannschaft des VfB Lübeck und den VfL Oldesloe. Nachdem man sich dort einige Jahre halten konnte, pendelte man eine Zeit lang zwischen der dritten und vierten Liga, bis der Verein 1979 bis in die Sechstklassigkeit abstieg. Unter Trainer Manfred Klitzke gelang acht Jahre später die Wiederaufstieg in die nun fünftklassige Landesliga Süd, ehe man 1994 erstmals in die höchste Klasse des Landes Schleswig-Holstein aufstieg, was durch eine Ligareform begünstigt wurde. Da die Verbandsliga von dort an nur noch fünftklassig war, pendelte die Mannschaft des SV Eichede von nun an zwischen der fünften und sechsten Liga.
Nach einem Abstieg 1998 kehrte der SVE 2002 in die Verbandsliga zurück und scheiterte in der Saison 2005/06 knapp an der Meisterschaft und dem Aufstieg in die viertklassige Oberliga Nord gescheitert. Eichede war in dieser Saison nach 31 von 32 Spielen Tabellenführer und hätte gegen den direkten Konkurrenten SV Henstedt-Rhen nur einen Punkt zur Meisterschaft gebraucht. Das Spiel wurde nach einem ausgeglichenen Halbzeitstand allerdings mit 1:2 verloren. 2007/08 wurde erneut eine Ligareform durchgeführt. Da die Verbandsliga Schleswig-Holstein mehrere Vereine aus der Oberliga Nord aufnehmen musste, qualifizierten sich nur zwölf Verbandsligisten für die Schleswig-Holstein-Liga, die fortan die fünfte Ligastufe bildet; der SV Eichede verpasste eine Qualifikation für die neue Liga um sechs Punkte.
Unter dem Trainer Hans-Friedrich Brunner errang der Sportverein unangefochten die Meisterschaft in der neuen sechstklassigen Verbandsliga Süd-Ost, die zum Aufstieg in die Schleswig-Holstein-Liga berechtigte. 2013 wurde der SV Eichede unter Trainer Oliver Zapel Meister der Schleswig-Holstein-Liga. In der anschließenden Aufstiegsrunde zur Regionalliga Nord setzte man sich als Gruppensieger durch und stieg damit in die vierthöchste deutsche Spielklasse auf. Nach nur einer Saison stieg man wieder ab. Im Juni 2016 gelang der erneute Aufstieg. 2016 wurde Jörn Großkopf Trainer der Fußballabteilung und im November 2016 beurlaubt.
In der  Regionalliga-Saison konnte der SV Eichede kaum Erfolge feiern, man stieg als Tabellenletzter wieder in die fünftklassige Schleswig-Holstein-Liga ab.
2017 erreichte der Verein erstmals das Finale des Landespokalwettbewerbs von Schleswig-Holstein. Trotz der 2:4-Finalniederlage gegen den Zweitligaaufsteiger Holstein Kiel qualifizierte sich der Verein dadurch für den DFB-Pokalwettbewerb der Saison 2017/18, da sich Landespokalsieger Kiel bereits durch seine Positionierung in der 3. Liga für diesen Wettbewerb qualifiziert hatte. Gegner war dann der 1. FC Kaiserslautern. Das Spiel wurde im Stadion Lohmühle in Lübeck ausgetragen und ging mit 0:4 verloren.
Der SV Eichede betreibt seit einigen Jahren eine im Land erfolgreiche Jugendarbeit und stellt seit einigen Jahren immer wieder Regionalligamannschaften im Nachwuchsbereich. In der Saison 2016/17 ist der Verein mit der U19 und der U17 in der Regionalliga Nord vertreten. Die A-Junioren qualifizierten sich bislang einmal für den DFB-Junioren-Vereinspokal 2009/10 und unterlagen dort in der ersten Runde dem 1. FC Saarbrücken.
Seit 2006 ist der SV Eichede Partner des Hamburger SVs. Der Verein trägt seine Heimspiele im Ernst-Wagener-Stadion aus.

## Erfolge
1. Herren:
- Meister der Schleswig-Holstein-Liga und Aufstieg in die Regionalliga Nord 2013 und 2016
- Qualifikation zum DFB-Vereinspokal 2017/18
- Kreispokalsieger Stormarn 1981, 1984, 1998, 2007, 2008, 2010, 2011, 2013, 2015, 2016 und 2021
- Vizemeisterschaft der Schleswig-Holstein-Liga 2011
- Vizemeisterschaft der Verbandsliga Schleswig-Holstein 2006

2. Herren:
- Meister der Verbandsliga Süd-Ost Schleswig-Holstein 2013
- Kreispokalsieger (Pokal für untere Mannschaften, ausgespielt seit 2010) 2010, 2011, 2012, 2013, 2015, 2016, 2017 und 2021
- Meister Kreisliga Stormarn 2008, 2011
- Kreispokalfinaleinzug 2021 gegen die Dritte. (für untere Mannschaften)

3. Herren:
- Vizemeister der A-Klasse (Stormarn) und Aufstieg in die Kreisliga Stormarn/Lauenburg 2014
- Meister der B-Klasse und Aufstieg in die A-Klasse (Stormarn) 2013
- Kreispokalfinaleinzug 2021 gegen die Zweite. (Für untere Mannschaften)

Alt-Senioren (Ü40):
- Kreismeister 2013 und Qualifikation zur Landesmeisterschaft
- Hallenkreismeister 2013

A-Junioren:
- Regionalliga Nord 2007/08, 2008/09, 2011/12, 2015/16, 2016/17, 2020/21 und 2021/22
- Qualifikation zum DFB-Vereinspokal 2009/10

B-Junioren:
- Meister der Schleswig-Holstein-Liga 2015/16 (Trainer René Wasken)
- Regionalliga Nord 2007/08, 2008/09, 2009/10, 2010/11, 2012/13 und 2016/17

C-Junioren
- Regionalliga Nord 2007/08 und 2009/10